# The Phoenix (bài hát của Fall Out Boy)
"The Phoenix" bài hát được thu âm bởi ban nhạc rock người Mỹ Fall Out Boy, phát hành như đĩa đơn trong album phòng thu thứ năm của họ, Save Rock and Roll (2013). Bài hát được viết bởi ban nhạc phối hợp với Butch Walker, người đã xử lý sản xuất. Sau khi được phát hành cho các cửa hàng kỹ thuật số vào ngày 24 tháng 3 năm 2013 trước khi phát hành album. Một video âm nhạc kèm theo cũng đã được phát hành như một phần của loạt đang diễn ra The Young Blood Chronicles, phục vụ như là một phần tiếp theo của video "My Songs Know What You Did in the Dark (Light Em Up)".
Bài hát có những chất liệu giống Bản giao hưởng số 7 trên cung Đô thứ của nhà soạn nhạc người Nga Dmitri Shostakovich. Trước khi phát hành thành đĩa đơn, bài hát từng đạt vị trí thứ 80 trong bảng xếp hạng Billboard Hot 100 ở Hoa Kỳ nhờ vào doanh số bán nhạc số, và nó cũng được lọt vào bảng xếp hạng của các quốc gia khác như Úc, Canada và Vương quốc Anh. The Phoenix đã giành được giải Kerrang!Giải for Best Single trong năm 2013.

## Video âm nhạc
"The Phoenix" là video thứ hai trong mười một video The Young Blood Chronicles. Video này là phần sau của video "My Songs Know What You Did in the Dark (Light Em Up)" và là phần trước của " Young Volcanoes.

## Bảng xếp hạng
| Bảng xếp hạng (2013)                 | Vị trí cao nhất |
| ------------------------------------ | --------------- |
| Australia (ARIA)                     | 86              |
| Canada (Canadian Hot 100)            | 73              |
| Ireland (IRMA)                       | 72              |
| New Zealand (Recorded Music NZ)      | 40              |
| Anh Quốc (OCC)                       | 36              |
| Anh Quốc Rock and Metal (OCC)        | 1               |
| Hoa Kỳ Billboard Hot 100             | 80              |
| Hoa Kỳ Alternative Songs (Billboard) | 35              |
| US Rock Songs (Billboard)            | 14              |

This song is also in the Gameplay Trailer of the upcoming wrestling video game WWE 2K14